# 楠本海山
楠本 海山（くすもと かいざん、1873年（明治6年）3月2日 - 1921年（大正10年）2月5日）は明治から大正にかけての儒学者。楠本端山の子で、楠本正継の父。名は正翼（まさすけ）、字は君翔、別号は晦堂、俟斎主人、遜斎主人、鳶魚斎。

## 生涯
1873年（明治6年）3月2日午後、楠本端山の子として長崎県松浦郡平戸村稗田（平戸市）に生まれた。側室腹だったが、正室には男子がなく、嫡子として育てられた。将来「其の祥翼を正張し、千仞の上に翺翔」することを願って、父に名を正翼、字を君翔と名付けられた。
1881年（明治14年）春、父が松浦詮私塾猶興書院を退職し、故郷針尾島（佐世保市）に移ったため、これに従った。1883年（明治16年）2月、父と叔父碩水の開いた鳳鳴書院に入学したが、父は3月に死去し、以後は碩水に育てられた。
1895年（明治28年）秋、京都に上り、途中広島に吉村彰、大阪に吉田英厚を訪れた。1898年（明治31年）春、伊勢神宮を参詣した後、桑名で秋山断に入門し、碩水が編纂中の『崎門学脈系譜』『日本道学淵源録』の資料収集に当たった。桑名に20日間滞在後、名古屋で永井石村、東京で舞田養浩、内田遠湖、岡彪村等に会い、帰郷後、『日本道学淵源録』編纂を手伝った。1903年（明治36年）11月、『端山先生遺書』を出版した。
1905年（明治38年）、東彼杵郡崎針尾村長に選ばれたが、名誉職に過ぎなかったといい、1907年（明治40年）4月、病気のため辞職した。1919年（大正8年）10月、碩水の口述を編録して『聖学要領』を出版した。1921年（大正10年）2月5日、針尾の自宅で死去した。

## 著作
長男正継の次男、楠本韶の家に『鳶魚斎詩文』が伝わっており、また長崎県立長崎図書館楠本文庫に書簡、草稿類が蔵められている。
- 『罷斎先生批答 孟子疑目』1899年（明治32年）9月
- 『罷斎先生批答 中庸疑目』1900年（明治33年）3月
- 『罷斎先生批答 大学疑目』1900年（明治33年）9月
- 『罷斎先生批答 論語疑目』1901年（明治34年）4月 - 1903年（明治36年）2月
- 『罷斎先生批答』1898年（明治31年）7月 - 9月、1904年（明治37年）2月 - 9月
- 『詩草稿』
- 『詩稿』
- 『文稿』1908年（明治41年）7月
- 『遜斎漫筆』1905年（明治38年）
- 『遜斎漫筆抄』
- 『日記』1892年（明治25年）閏6月 - 1893年（明治26年）5月
- 『東遊日暦』1895年（明治28年）11月 - 12月
- 『偶鈔』1905年（明治38年） -
- 『楠本正翼草稿並二零紙集』

この他、国士舘大学図書館楠本文庫に手抄本等がある。

## 親族
- 父：楠本端山
- 叔父：楠本碩水
- 母：玖瑪 - 荘司氏。端山側室[1]。
- 妻：坂本氏 - 1894年（明治27年）8月結婚[1]。
- 長男：楠本正継
- 次男：楠本正顕 - 1909年（明治42年）11月24日生[1]。